# Kaiser Franz Joseph I. (Schiff, 1912)
Die Kaiser Franz Joseph I. war ein nach Franz Joseph I. benannter Transatlantik-Ozeandampfer der österreichischen Reederei Austro-Americana, der 1912 in Dienst gestellt wurde. Sie war das größte und schnellste bis dahin gebaute österreichische Handelsschiff und das Flaggschiff der Österreichischen Handelsmarine. 1944 in La Spezia von deutschen Soldaten versenkt, wurde das Wrack des Schiffs in den Jahren 1949/50 gehoben und vor Ort verschrottet. Das Schiff erhielt seinen Namen nach dem österreichischen Kaiser bereits zu dessen Lebzeiten.

## Geschichte

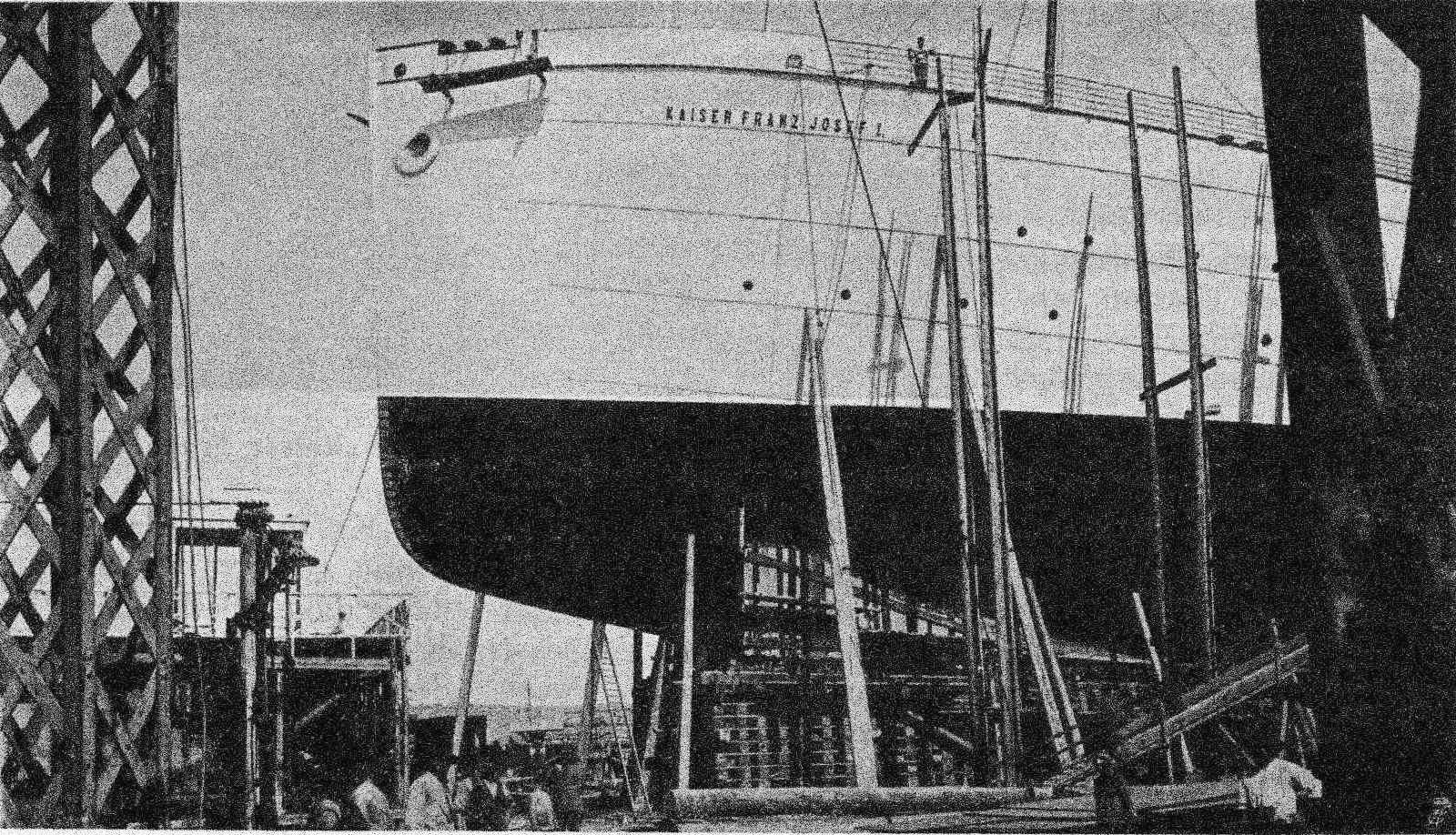
Kaiser Franz Joseph I. im grauen Schutzanstrich kurz vor dem Stapellauf in Monfalcone.

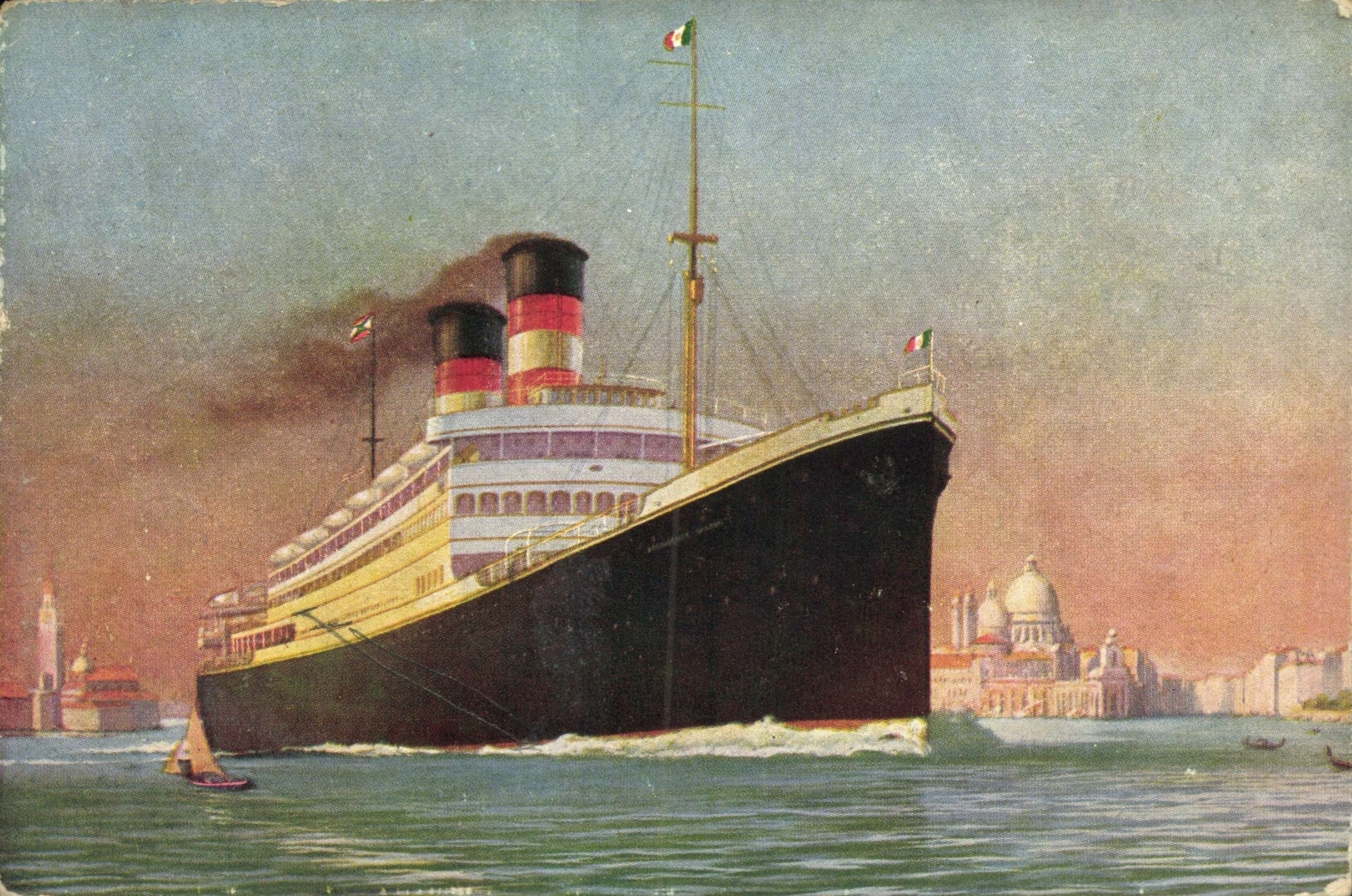
Als Presidente Wilson in Venedig. Ansichtskarte nach Gemälde von Oscar Hermann Lamb.

### Bau und Stapellauf
Das aus Stahl gebaute Dampfschiff Kaiser Franz Joseph I. entstand auf der Werft Cantiere Navale Triestino in Monfalcone und lief am 9. September 1911 als Kaiser Franz Josef I. – erst am 26. April 1912 wurde der Schiffsname in die endgültige Schreibweise geändert – vom Stapel.

### Indienststellung und Fahrten bis 1914/1918
Beim Stapellauf und der Schiffstaufe am 9. September 1911 waren neben Erzherzogin Maria Josepha und Kriegsmarinekommandant Admiral Graf Rudolf Montecuccoli zahlreiche Würdenträger, Industrielle, Kaufleute und Arbeiter anwesend. Die Schiffsabnahme durch die Reederei fand am 26. April 1912 statt, und am 8. Mai 1912 startete sie im Beisein des Statthalters der drei Küstenländer, Konrad zu Hohenlohe-Schillingsfürst, zur Jungfernfahrt, die der Österreichische Flottenverein mit rund 400 Teilnehmern zu einem vergünstigten Tarif als Mittelmeerkreuzfahrt ab und an Triest (u. a. Pola-Korfu-Tunis-Nizza-Zara) gebucht hatte.
Dabei stand sie seit dem 20. April 1912 unter dem Kommando von Carlo Gerolimich (bis 22. Juli 1914), der im April 1908 schon die Jungfernfahrt der Martha Washington befehligt hatte. Am 25. Mai 1912 legte die Kaiser Franz Joseph I. in Triest zu ihrer ersten Linienfahrt (Jungfernfahrt) nach New York mit Zwischenstopps in Patras (Griechenland), Palermo auf Sizilien und der algerischen Hauptstadt Algier ab; dabei hatte sie 751 Passagiere – darunter 550 Auswanderer – an Bord. Die Rückfahrt von New York begann am 15. Juni 1912. Auf dieser Route verkehrte sie bis zum 13. Juni 1914.
Schon kurz vor dem Ersten Weltkrieg wurde die freie Zeit der Passage während der 12 oder 14-tägigen Überfahrt genutzt, um den Passagieren in von Erzherzogin Maria Josepha initiierten Verkaufsausstellungen – damals noch in den ansonsten anderweitig genutzten Gesellschaftsräumen – u. a. Waren der österreichischen Hausindustrien, dalmatinische Spitzen und Stickereien aus der gesamten Monarchie zu präsentieren. Aufgrund von Zollproblemen war ein Verkauf direkt im Hafen von New York City aber nicht gestattet.
Bei Ausbruch des Ersten Weltkriegs am 1. August 1914 befand sich die Kaiser Franz Joseph I. in Triest, von wo sie in ihr Kriegsversteck (bis 1918), dem Prokljan-See bei Sebenico, verbracht wurde.
In den beiden letzten Monaten 1918, nach dem Waffenstillstand von Villa Giusti im Ergebnis der Schlacht von Vittorio Veneto, die zur Niederlage Österreich-Ungarns im I. Weltkrieg geführt hatte, diente das Schiff  der italienischen Marine als Truppentransporter und führte dabei den Namen Generale A. Diaz, des letzten Generalstabschefs des italienischen Heeres im I. Weltkrieg. Dieser Schiffsname wurde jedoch nicht in die Schiffsregister eingetragen.

### Verbleib und Fahrten nach dem Ersten Weltkrieg unter neuen Schiffsnamen

#### Cosulich Società Triestina di Navigazione
1919 wurde Triest Italien zugesprochen und die österreichische Austro-Americana wurde von der Triestiner Reederfamilie Cosulich übernommen. Die verbliebenen Schiffe der Austro-Americana, darunter die Kaiser Franz Joseph I., gingen dadurch in den Besitz der neu formierten Cosulich Società Triestina di Navigazione (meist Cosulich Line genannt) über. Das Schiff, dessen Schornsteine etwas verkürzt und dessen untere Promenadengänge geschlossen wurden, erhielt den neuen Namen Presidente Wilson und lief am 5. Mai 1919 zu seiner ersten Nachkriegsfahrt von Genua über Marseille nach New York aus. Dabei hatte es hauptsächlich heimkehrende US-Soldaten an Bord.
Am 24. Juni 1919 unternahm die Presidente Wilson ihre erste Fahrt für ihre neuen Eigner von Triest über Messina und Neapel nach New York. Auch bei dieser Überfahrt waren viele Truppen an Bord. Am 12. September 1919 verließ sie Triest zu ihrer dritten Fahrt in Friedenszeiten mit 97 Passagieren in der Ersten, 371 in der Zweiten und 623 in der Dritten Klasse. Das war ihre erste Fahrt unter italienischer Flagge. 1925/26 wurde von Kohle- auf Ölfeuerung umgestellt. Im November 1929 lief sie zu ihrer letzten Fahrt von Triest über Neapel nach New York aus.

#### Lloyd Triestino
Im Jahr 1929 ging der Dampfer an den Lloyd Triestino und wurde nach dem indischen Fluss in Gange umbenannt.

#### Adriatica

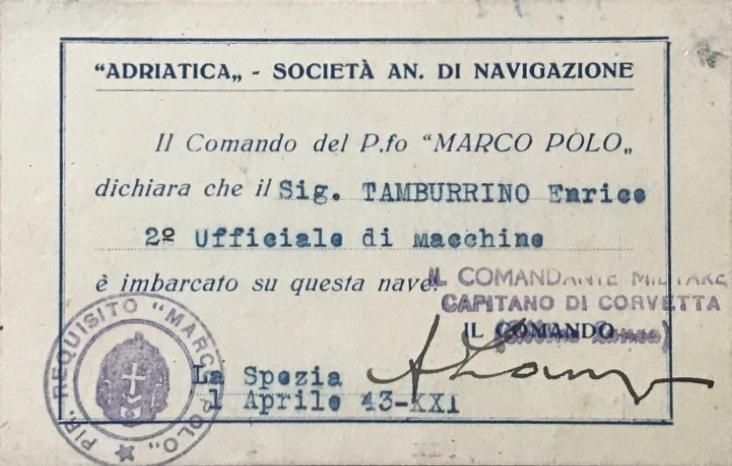
Bordausweis für einen Maschinisten der Marco Polo im Kriegshafen La Spezia (April 1943)

Am 5. Januar 1937 wechselte die frühere Kaiser Franz Joseph I. noch einmal den Betreiber, als sie der Adriatica S.A. di Navigazione (Venedig) übergeben wurde. Zuvor war sie beim alten Eigner mit Beschluss vom 17. März 1936 in Marco Polo umbenannt worden und hatte nach Modernisierungsarbeiten am 9. Mai desselben Jahres den Dienst zwischen Triest, Venedig, Brindisi, Alexandria sowie Haifa und Beirut wieder aufgenommen.

#### Truppentransporter
Ab 1940 diente das Schiff, das dazu vom italienischen Staat beschlagnahmt worden war, als Truppentransporter zwischen Italien und Nordafrika, bis es 1943 in La Spezia aufgelegt wurde. Dort wurde die Marco Polo am 12. Mai 1944 von der deutschen Wehrmacht aus kriegstaktischen Erwägungen heraus versenkt. In den Jahren 1949/50 wurde das Wrack dann gehoben und an Ort und Stelle verschrottet.

### Projekt SSKaiserin Elisabeth
Als Ergänzung zur Kaiser Franz Joseph I. wurde kurz nach ihrer Fertigstellung mit dem Bau eines neuen, noch größeren Schiffs begonnen, das auf den Namen Kaiserin Elisabeth getauft werden sollte. Mit einem Rauminhalt von 15.500 BRT wäre dieses Schiff das größte österreichische Handelsschiff und erster Dampfer mit drei Rauchfängen geworden. Die Bauarbeiten wurden allerdings kriegsbedingt 1915 eingestellt, das Werftgelände in Monfalcone wurde Kriegsschauplatz und der Rumpf wurde im Zuge der Isonzoschlachten beschädigt. 1917 wurde kurzzeitig ein Weiterbau unter dem neuen Namen Isonzo angedacht, der Bau jedoch endgültig eingestellt und der unfertige Schiffskörper nach dem Ende des Ersten Weltkriegs verschrottet.

## Das Schiff

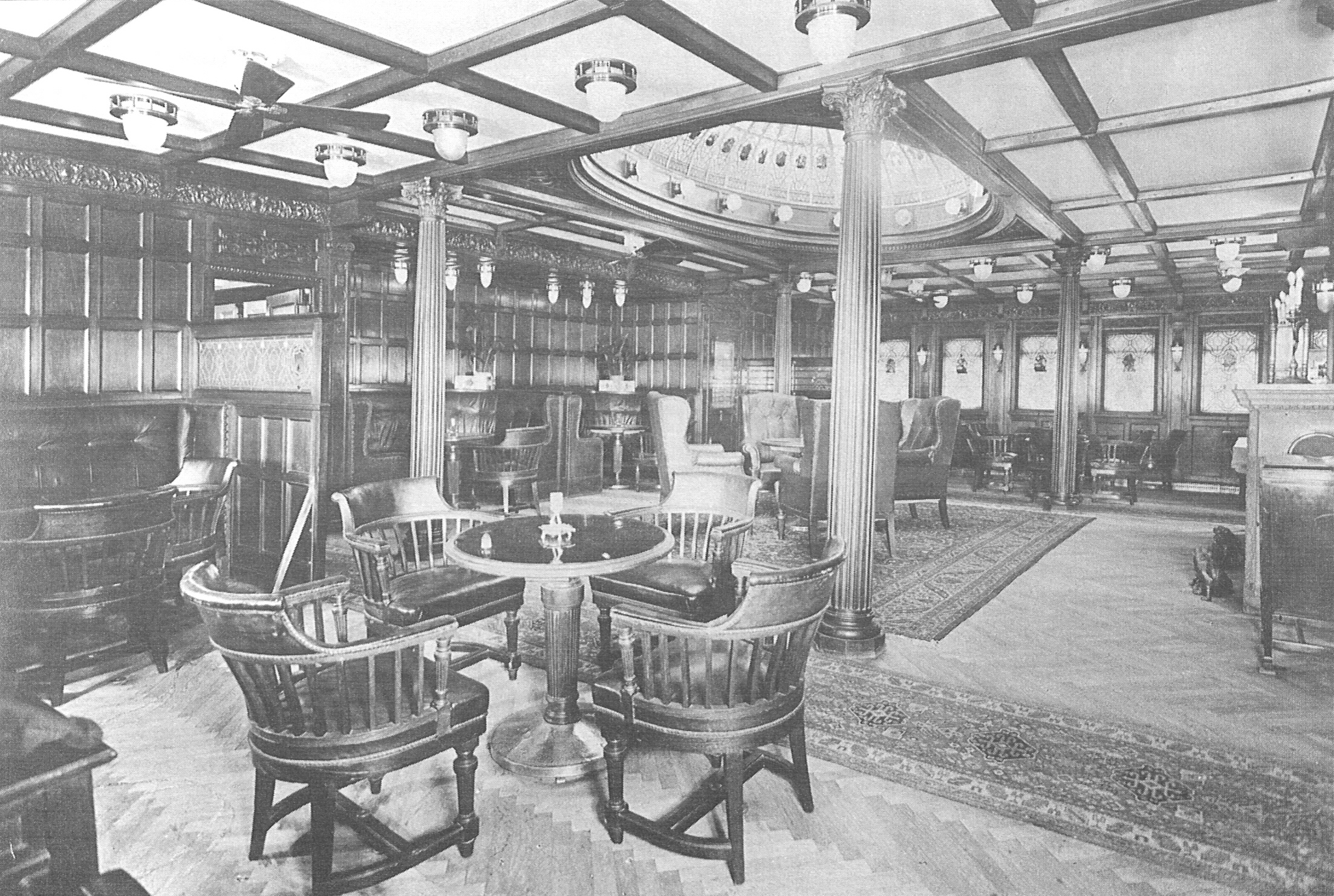
Rauchsalon der Ersten Klasse an Bord der Kaiser Franz Joseph I.

Das 145,54 Meter lange und 18,35 Meter breite Schiff besaß sieben Decks und war mit einem Rauminhalt von 12.567 Bruttoregistertonnen (BRT) das bis dahin größte Schiff unter österreichischer Flagge. Rumpf und Aufbauten entstanden komplett aus Siemens-Martin-Stahl, der Doppelboden besaß 18 wasserdichte Abteilungen.

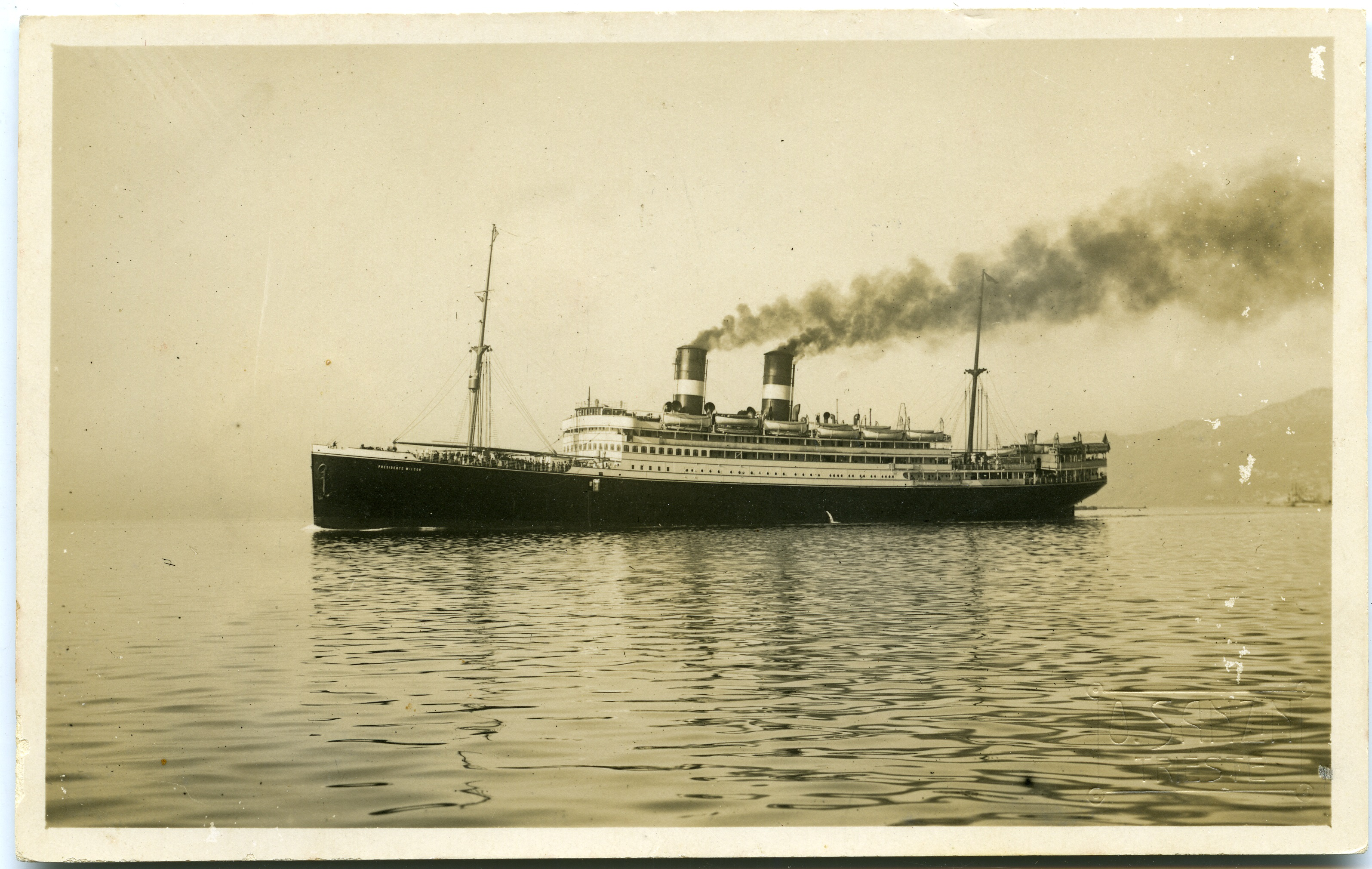
Als Presidente Wilson beim Verlassen des Triestiner Hafens

Die Kaiser Franz Joseph I. besaß zwei vierzylindrige Dreifachexpansions-Dampfmaschinen von David Rowan & Company aus Glasgow, die 12.800 PS leisteten und den Doppelschraubendampfer auf bis zu 17 Knoten beschleunigen konnten. Der Dampf wurde in sechs kohlebefeuerten Doppelkesseln erzeugt, die Kohlenbunker konnten insgesamt 3.000 Tonnen Kohle fassen.
Fast sämtliche Hilfsbetriebe wurden bereits elektrisch angetrieben, der dazu notwendige Strom wurde von drei Turbodynamos System Melms-Pfenninger erzeugt, welche von der Firma Kolben & Co. aus Prag geliefert wurden. Die elektrische Beleuchtung des Schiffes umfasste 2.500 Glühbirnen und stammte von W. C. Martins & Co. aus Glasgow. Die Durchlüftung und Heizung wurde nach dem System Termotank ausgeführt, bei welchem beheizte Luft durch elektrische Ventilatoren in die Passagierräume gedrückt wird. Dadurch konnten Heizkörper entfallen. Die dafür notwendige Dampfheizung lieferte Körting & Co. aus Wien, die elektrischen Ventilatoren stammten von der Wiener Niederlassung von Child, Beney & Co. Die Kühlräume boten Platz für rund 50.000 Kilogramm Frischfleisch und wurden mitsamt der Kühlanlage von der Brünn-Königsfelder Maschinenfabrik erzeugt.
In den Passagierunterkünften war Platz für 125 Reisende in der Ersten, 550 in der Zweiten und 1230 in der Dritten Klasse. Die Räumlichkeiten der Ersten Klasse waren sehr elegant ausgeführt und mit Mahagoniholz getäfelt, das von einer gläsernen Kuppel überdachte Treppenhaus zierte ein großes Gemälde des Namenspatrons Franz Joseph I. von Paja Jovanović. Als Besonderheit gab es auf dem Promenadendeck eine Veranda mit Wiener Kaffeehaus. Im Anschluss an den Rauchsalon gab es eine Bar. Das silberne Service des Buffets im großen, eichenholzgetäfelten Speisesaal wurde von der Berndorfer Metallwarenfabrik erzeugt. Ein Turnsaal sowie ein Schreib- und Lesesaal vervollständigten die luxuriöse Ausstattung des Schiffes.
Das Schiff besaß eine Funkanlage System Telefunken mit einer Reichweite von 1000 Meilen.

## Werbematerialien und Fahrpläne
Um für die Fahrten der Kaiser Franz Joseph I. zu werben, wurden in mehreren Sprachen Plakate, Fahrpläne für den Liniendienst und sog. Vergnügungs- und Erholungsreisen sowie Passagierlisten, teilweise mit Angaben zu den technischen Parametern des Schiffs und Decksplänen, verwendet, die teils von namhaften Künstlern, u. a. Erwin Puchinger, gestaltet wurden.

## Rezeption

### Modelle
Ein maßstabsgerechtes Modell des Schiffs im Zustand von 1912 befindet sich in der Sammlung des Triester Civico Museo del Mare.
Ein weiteres Werftmodell, das ursprünglich in einem Wiener Büro der Austro-Americana ausgestellt war, hat der Schriftsteller Burkhard Spinnen restauriert und dies sowie die erforschte Modellgeschichte ausführlich auf einer Webseite dokumentiert.

### Sonstiges
Von der Reederei, verschiedenen Verlagen und dem Österreichischen Flottenverein wurden Postkarten mit Abbildungen des Schiffs vertrieben.
Die Münze Österreich prägte im Jahr 2006 in der Serie "Österreich auf Hoher See" eine 20 €-Gedenkmünze, auf der auf dem Revers das Schiff beim Verlassen des Triester Hafens abgebildet ist.